# Konrad Frey
Konrad Frey (Bad Kreuznach, Alemania, 24 de abril de 1909-ibídem, 24 de mayo de 1974) fue un gimnasta artístico alemán, triple campeón olímpico en Berlín 1936.

## Carrera deportiva
En las Olimpiadas celebradas en Berlín en 1936 consiguió un total de seis medallas: oro en equipo —por delante de suizos y finlandeses—, oro en barras paralelas —por delante de Michael Reusch y su compatriota alemán Alfred Schwarzmann—, un oro más en caballo con arcos —por delante de los suizos Eugene Mack y Albert Bachmann—, plata en barra fija —tras el finlandés Aleksanteri Saarvala y por delante de nuevo de su compatriota Alfred Schwarzmann—, bronce en suelo —tras los suizos Georges Miez y Josef Walter— y un bronce en la general individual, tras su compatriota Alfred Schwarzmann y el suizo Eugene Mack (plata).